# Jornadas de Engenharia Química
Jornadas de Engenharia Química são ciclos de seminários no âmbito da Engenharia Química.
São organizadas pelos alunos de faculdades de engenharia em Portugal. Cada faculdade tem a sua jornada e normalmente realizam-se anualmente. Tem por objectivo promover a engenharia, a química e a ciência. Alguns exemplos são:
- Jornadas de Engenharia Química - IST[1][2]
- Jornadas do DEQ[3]
- Jornadas Tecnológicas de Engenharia Química[4]